# 車府五
天鵝座59（车府五），又名BD+46 3133，HD 200120、SAO 50335、HR 8047，是天鵝座的一颗恒星，视星等为4.74，位于銀經88.03，銀緯0.97，其B1900.0坐标为赤經20h 56m 25.4s，赤緯+47° 0.97′ 50″。